# 国際市場で逢いましょう
『国際市場で逢いましょう』（こくさいいちばであいましょう、原題：국제시장）は、2014年公開の韓国映画。
家族を守るために、朝鮮戦争やベトナム戦争といった激動の時代を生き抜いた男の生涯を描いた作品。釜山広域市中区にある国際市場を舞台としている。第52回大鐘賞では作品賞をはじめ10部門を受賞した。観客動員数は1,400万人を突破し、韓国映画の歴代観客動員数4位を記録した（2019年時点）。日本では2015年に公開された。

## ストーリー
朝鮮戦争中の1950年、興南（現在の北朝鮮・咸鏡南道咸興市）から脱出しようとしていたドクスとその一家は、戦乱の最中で父と末妹と離れ離れになるが、長男であるドクスは父から「お前が家長になるんだ。家長はどんな時でも家族が優先だ」と家族を任される。釜山へと渡ったドクスら一家は、国際市場にある叔母の店で働くようになる。
やがて青年になり家計を支えるようになったドクス（ファン・ジョンミン）だったが、弟の大学進学資金を稼ぐために旧友のダルグ（オ・ダルス）と共に炭鉱作業員として西ドイツに出稼ぎに出る。家族のために懸命に働くドクス。しかし、その先には数々の試練が待ち受けていた。

## キャスト
- ユン・ドクス：ファン・ジョンミン
- オ・ヨンジャ：キム・ユンジン
- チョン・ダルグ：オ・ダルス
- ナム・ジン：ユンホ
- ドクスの父：チョン・ジニョン
- ドクスの母：チャン・ヨンナム
- ドクスの叔母：ラ・ミラン
- ユン・クッスン：キム・スルギ

## 受賞歴
- 第52回大鐘賞：最優秀作品賞
- 第52回大鐘賞：監督賞（ユン・ジェギュン）
- 第52回大鐘賞：シナリオ賞（パク・スジン）
- 第52回大鐘賞：主演男優賞（ファン・ジョンミン）
- 第52回大鐘賞：助演男優賞（オ・ダルス）
- 第52回大鐘賞：企画賞（ユン・ジェギュン）
- 第52回大鐘賞：撮影賞（チェ・ヨンファン）
- 第52回大鐘賞：編集賞（イ・ジン）
- 第52回大鐘賞：録音賞（イ・スンチョル、ハン・ミョンファン）
- 第52回大鐘賞：先端技術賞（『国際市場で逢いましょう』CGチーム）
- 第36回青龍映画賞：助演男優賞（オ・ダルス）
- 第36回青龍映画賞：美術賞（リュ・ソンヒ）
- 第36回青龍映画賞：韓国映画最多観客賞
- 第17回ウーディネ極東映画祭：大賞
- 第17回ウーディネ極東映画祭：観客賞
- 第25回釜日映画賞：釜日読者審査団賞
- 第35回韓国映画評論家協会賞：10大映画賞
- 第35回黄金撮影賞：作品賞
- 第35回黄金撮影賞：監督賞（ユン・ジェギュン）
- 第35回黄金撮影賞：演技大賞（ファン・ジョンミン）
- 第20回椿事映画賞：脚本賞（パク・スジン）
- 第20回椿事映画賞：観客選定最高映画賞
- 第15回ディレクターズ・カット・アワード：今年の男性演技者賞（ファン・ジョンミン）
- 第10回マックスムービー最高の映画賞：最高の女性新人俳優賞（キム・スルギ）
- 第2回韓国映画祭作家協会賞：主演男優賞（ファン・ジョンミン）
- 第2回韓国映画祭作家協会賞：助演男優賞（オ・ダルス）
- 第2回韓国映画祭作家協会賞：音楽賞（イ・ビョンウ）